# Погонич амазонійський
Погонич амазонійський (Laterallus exilis) — вид журавлеподібних птахів родини пастушкових (Rallidae). Мешкає в Центральній і Південній Америці.

## Опис
Довжина птаха становить 14-15,5 см. Голова, шия і груди сірі, тім'я більш темне, потилиця і задня частина шиї яскраво-коричневі. Решта верхньої частини тіла оливково-бура, крила, надхвістя і хвіст поцятковані білими смужками. Горло біле, боки смугасті, чорно-білі. Райдужки червоні, дзьоб чорний, знизу зелений, лапи світло-коричневі.

## Поширення і екологія
Амазонійські погоничі мешкають в Гватемалі, Белізі, Гондурасі, Нікарагуа, Коста-Риці, Панамі, Колумбії, Еквадорі, Перу, Болівії, Бразилії, Венесуелі, Гаяні, Суринамі, Французькій Гвіані, Аргентині, Парагваї, а також на острові Тринідад. Вони живуть на вологих луках, зокрема на заплавних, та на болотах, на висоті до 1700 м над рівнем моря. Ведуть переважно присмерковий спосіб життя. Живляться комахами, павуками, черв'яками і насінням трав. В кладці 3 кремово-білих яйця.